# Hermann Kohlhase
Hermann Albert Kohlhase (* 24. April 1906 in Bielefeld; † 3. Dezember 2002 in Düsseldorf) war ein deutscher Jurist und Politiker (FDP). Er war von 1954 bis 1962 Abgeordneter im Landtag von Nordrhein-Westfalen. Er hatte verschiedene Ministerämter in Nordrhein-Westfalen inne und war zudem von 1952 bis 1954 Oberbürgermeister der Stadt Bielefeld.

## Leben
Nach dem Abitur nahm Kohlhase ein Studium der Rechtswissenschaften in Freiburg im Breisgau auf, welches er mit beiden juristischen Staatsprüfungen beendete. Während seines Studiums wurde er 1926 Mitglied der Burschenschaft Teutonia Freiburg. Er wurde 1936 an der Universität Erlangen mit der Arbeit Der Schutz der Familie im künftigen Erbrecht als Problem der deutschen Rechtserneuerung zum Dr. jur. promoviert und war von 1936 bis 1938 Stadtassessor in Bielefeld. Von 1938 bis 1940 war er Referent beim Deutschen Gemeindetag und von 1940 bis 1942 – dem Zeitpunkt seiner Einberufung – Direktor der Gemeindeverwaltungs- und Sparkassenschule in Düsseldorf, die dann bis zu ihrer Schließung im Jahr 1944 wieder von seinem Vorgänger, Hermann Quadt, geleitet wurde. Kohlhase hatte am 8. Juni 1937 die Aufnahme in die NSDAP beantragt und war rückwirkend zum 1. Mai desselben Jahres aufgenommen worden (Mitgliedsnummer 4.563.099). Er war auch SS-Hauptsturmbannführer und von Juli 1943 bis Mai 1945 als Militärrichter der Waffen-SS im Wehrkreis II in Berlin tätig.
Nach dem Zweiten Weltkrieg war Kohlhase von 1947 bis 1960 als Rechtsanwalt in Bielefeld tätig. Er war seit 1971 Vorsitzender des Vereins Düsseldorfer Haus-, Wohnungs- und Grundeigentümer und übernahm im gleichen Jahr den Landesvorsitz der Rheinischen Haus-, Wohnungs- und Grundeigentümer in Köln. 1985 gründete er den Gesamtverband der Haus-, Wohnungs- und Grundeigentümerverbände in Nordrhein-Westfalen.

## Politik
Kohlhase schloss sich nach 1945 der FDP an. Er war Vorsitzender des FDP-Kreisverbands Bielefeld und von 1952 bis 1956 Vorsitzender des FDP-Bezirksverbands Ostwestfalen-Lippe sowie von 1952 bis 1955 Ratsmitglied der Stadt Bielefeld. Außerdem war er 1953/54 Mitglied der Landschaftsversammlung Westfalen-Lippe und dort Vorsitzender der FDP-Fraktion. Vom 13. Juli 1954 bis 2. August 1962 gehörte er dem nordrhein-westfälischen Landtag an und war dort vom 22. April 1955 bis 12. März 1956 ebenfalls Vorsitzender der FDP-Fraktion. Er wurde in allen drei Wahlperioden jeweils über die Landesliste in den Landtag gewählt und schied 1962 aus dem Landtag aus, um Staatssekretär im Kultusministerium des Landes zu werden.

## Öffentliche Ämter
Kohlhase amtierte von 1952 bis 1954 als Oberbürgermeister der Stadt Bielefeld. Nach einem Konstruktiven Misstrauensvotum gegen Ministerpräsident Karl Arnold sowie der Bildung einer sozial-liberalen Koalition wurde Kohlhase im Februar 1956 als Minister für Wirtschaft und Verkehr in die von Ministerpräsident Fritz Steinhoff geführte Regierung des Landes Nordrhein-Westfalen berufen. Nachdem die CDU bei der Landtagswahl 1958 die absolute Mehrheit erreicht hatte, schied er im Juli 1958 aus der Regierung aus und wurde als Wirtschaftsminister von Hans Lauscher abgelöst.
Kohlhase war von 1960 bis 1962 Beigeordneter der Stadt Düsseldorf und von 1962 bis 1966 Staatssekretär im Kultusministerium des Landes. Nach einem weiteren konstruktiven Misstrauensvotum gegen Ministerpräsident Franz Meyers sowie der erneuten Bildung einer sozial-liberalen Koalition amtierte er von Dezember 1966 bis Juli 1970 als Minister für Landesplanung, Wohnungsbau und öffentliche Arbeiten in der von Ministerpräsident Heinz Kühn geführten Landesregierung. Am 20. Januar 1967 wurde das von ihm geleitete Ressort in Ministerium für Wohnungsbau und öffentliche Arbeiten umbenannt.